# Gerhard Hausmann

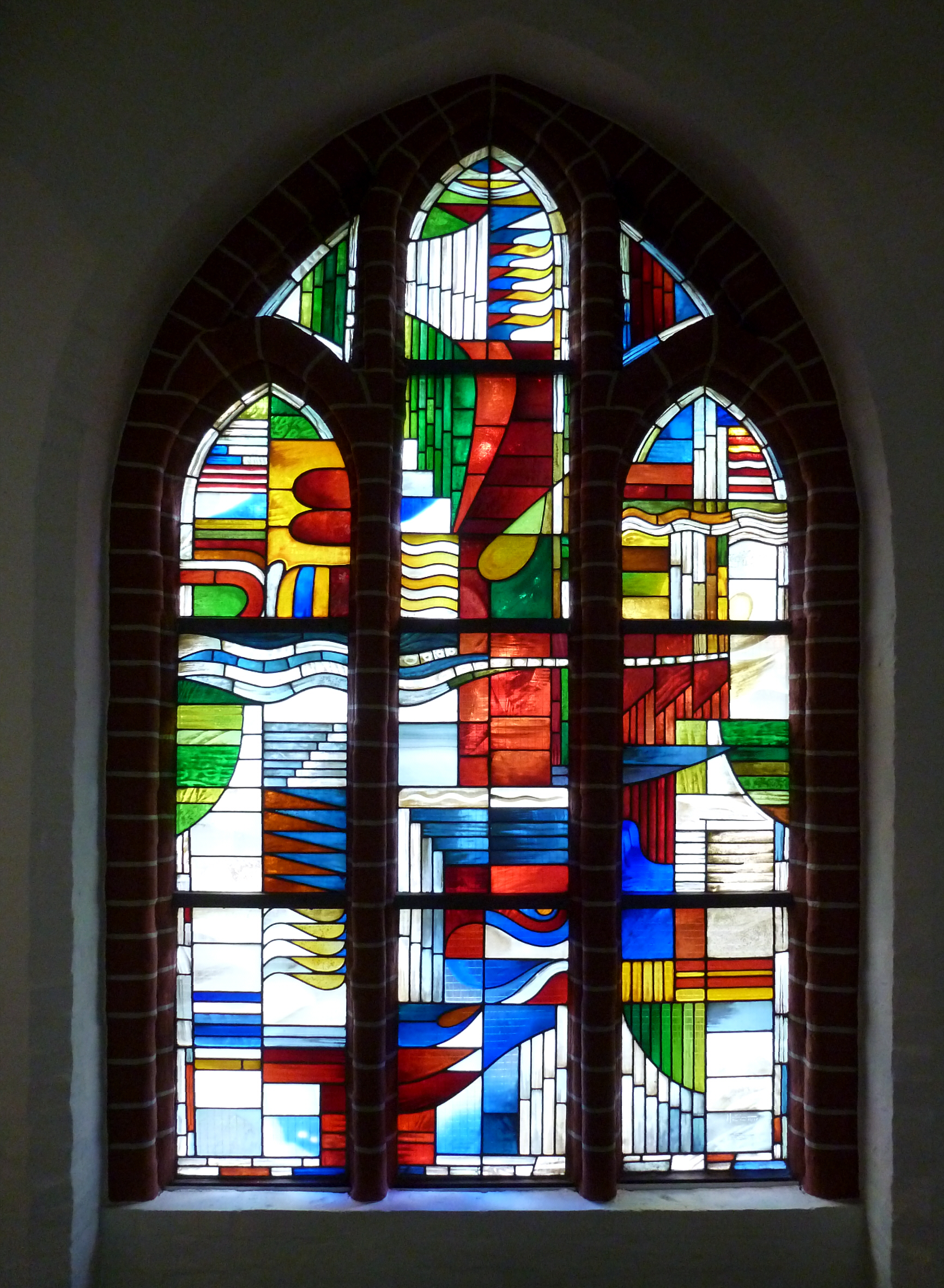
Kirchenfenster Lobgesang nach dem Psalm 145 in der St. Johanniskirche zu Lüneburg

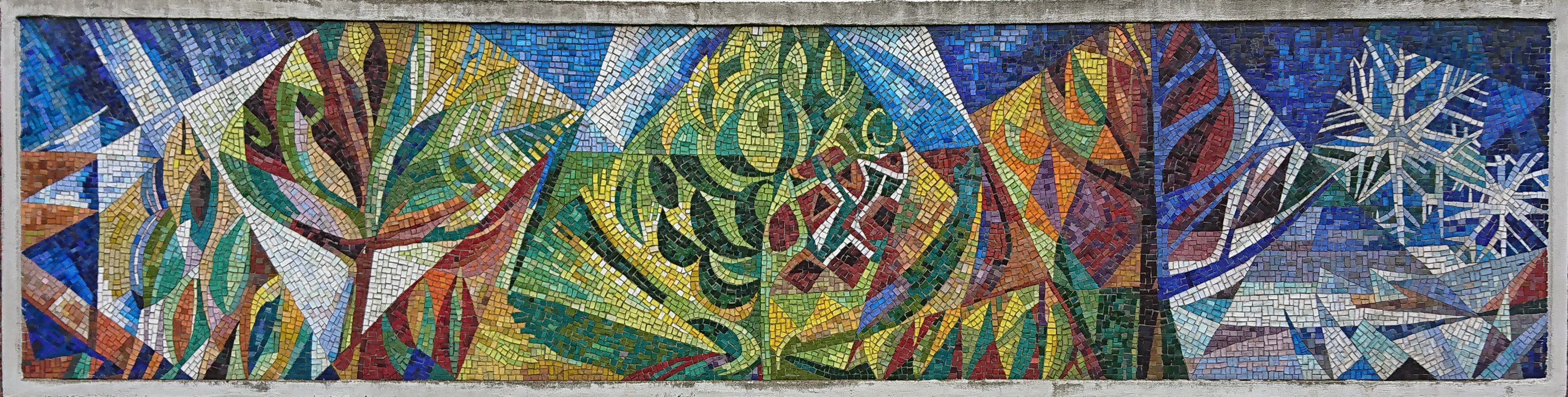
Mosaik Vier Jahreszeiten, 1963, Tangstedter Landstraße 143, Hamburg-Langenhorn (Seit 2019 von einem Firmenschild verdeckt)

Gerhard Hausmann (* 15. September 1922 in Chemnitz; † 23. Juni 2015) war ein deutscher Maler, Grafiker und Bildhauer.

## Leben und Wirken
Gerhard Hausmann wurde 1922 in Chemnitz geboren. Nach einem Maschinenbaustudium in den Jahren 1940–1941 an der Akademie für Technik in Chemnitz leistete er seinen Wehrdienst bis 1945 bei der Marine ab. Gegen Kriegsende geriet er in Gefangenschaft. Ein Jahr später gelang ihm die Flucht nach Hamburg. Von 1947 bis 1952 schloss er ein Studium an der Landeskunstschule Hamburg an. An der Universität Hamburg hörte er Kunstgeschichte.
Seit 1952 arbeitete er als freischaffender Maler, Grafiker und Bildhauer mit dem Schwerpunkt: große Bildergruppe, Gobelin. Auf wiederholten Reisen in die Schweiz, nach Skandinavien, Italien, Südfrankreich, Griechenland und an die dalmatinische Küste entstanden Zeichnungen und Aquarelle, die ihn zu Bildvisionen der Themenkreise „Labyrinth“ und „Dädalus“ anregten. In den Jahren 1955 und 1956 kam es zu ersten Versuchen und Arbeiten mit Dallglas-Betonfenstern. Von 1955 bis 1965 entstanden zahlreiche Paramente für verschiedene Kirchen im Auftrage des hannoverschen Landeskirchenamtes. 1957 schloss sich eine Ausstellung mit ersten Arbeiten auf der Baumesse „Interbau“ (Berlin) an.
Hausmann fertigte diverse Gutachten zur Lichtführung und Raumordnung an, z. B. für St. Michael (Hildesheim), St. Blasius (Hannoversch Münden) und den Bremer Dom. Wesentliche Wandmalereien für die Henriettenstiftung (Hannover) entstanden. Ferner war er am Neubau des Amtsgerichtes in Lemgo und des Chores der Thomaskirche in Edendorf (Itzehoe) beteiligt. Malerei- u. Glasarbeiten fertigte er für die Matthiaskirche (Groß-Buchholz), die Hl. Dreieinigkeits-Kirche (Hamburg-St. Georg), die Basilika St. Michael (Hildesheim) sowie die Bremer Bank, die Dresdner Bank in Hamburg und in Hannover an. Altar, Altarbild, Kreuz, Tauf- und Sakristeimosaik der Kirche St. Laurentius (Nienhagen) sind ebenfalls Werke des Künstlers.
Seit 1947 lebte und arbeitete Hausmann in Hamburg.

## Auszeichnungen
- 1950: Stipendium Hamburg

## Ausstellungen (Auswahl)
- 1957: Ausstellung erster Arbeiten auf der “Interbau - Berlin”, Berlin
- 1967: Ausstellung vom 19. Juni bis zum 16. Juli 1967 in der Halle des Amtes für Gemeindedienst, 1967, Hannover
- 1978: Ausstellung von Gobelins auf der „Hamburg-Bau“, Hamburg[3]
- 1979: Ausstellung von 4 Gobelins nach Entwürfen von Gerhard Hausmann in Hamburg-Harburg[4]
- 2002–2003: Retrospektive; Gemälde, Gobelins, Zeichnungen, Aquarelle, Entwürfe und Arbeiten zur Architektur; vom 11. Dezember 2002 bis 25. April 2003 in der HSH-Nordbank, Hamburg[5]

## Werke

### Gobelins
- 1971: Großer Gobelin für die Medizinische Hochschule Hannover
- 1977: Gobelin für die Deutsche Bank in Detmold
- 1979: Gobelin für Haus Hirschler
- 1980: Gobelin für Haus Dr. Kuhrt, Erlangen
- 1998–1999: Gobelin G38, Dädalisches Stilleben, 208 × 148 cm
- 1998–1999: Gobelin G39, Labyrinth, 205 × 148 cm
- 1998–1999: Großer Gobelin G40, Labyrinth, 290 × 500 cm, HSH-Nordbank

### Andere öffentliche Werke
- 1959–1960: Altarfresko für die Mutterhauskirche der Henriettenstiftung in Hannover 11 × 8,5 m und 24 weitere Fenster 60 × 61 cm in Dalle-Beton[6]
- 1961: Fensterrosette der Johanneskirche in Hamburg-Rissen
- 1963: Vier Jahreszeiten, Glasmosaik, Fernmeldegebäude Tangstedter Landstraße 143, Hamburg-Langenhorn[7]
- 1964: Betonglasfenster der Johanneskirche in Empelde[8]
- 1964: Betonglasfenster der Auferstehungskirche (Hannover)
- 1966: Betonglasfenster der Johanneskirche (Friedrichsgabe)
- 1968: Stahlglaswände für die Petruskirche in Hamburg - Lokstedt
- 1969: Plastische Lichtwände für die Medizinische Hochschule Hannover
- 1971: Labyrinth, Öl auf Leinwand, 80 × 100 cm
- 1972–1976: Alle 16 Fenster der Kirche St. Blasius (Hannoversch Münden)
- 1977–1978: Bronzealtar und Leuchter für St. Blasiuskirche in Münden
- 1983–1984: Bronzealtar, Krone, Kreuzfenster und 2 Altarfenster für die Kirche des Diakonischen Werkes in Sorsum
- 1987–1987: Gestaltung aller Fenster, Bronzealtar, Tabernakelsäule, Lesepult, Priesterstuhl und raumhohe Reliefwand für die Elisabethkapelle in Lohne
- 1994: Gestaltung der Lebenssäule in der Halle der Firma Pöppelmann in Lohne
- 1993–2001: großes Labyrinth, Öl auf Leinwand, 200 × 270 cm
- 1996–2002: Labyrinth, Öl auf Leinwand, 120 × 100 cm
- 2003–2005: Weiterentwicklung der Arbeiten für die Stiftskirche des Klosters Jerichow
- 2004–2005: Grabmal in Bronze für Petrus Strenkert in Gauting